# Carl Blechen

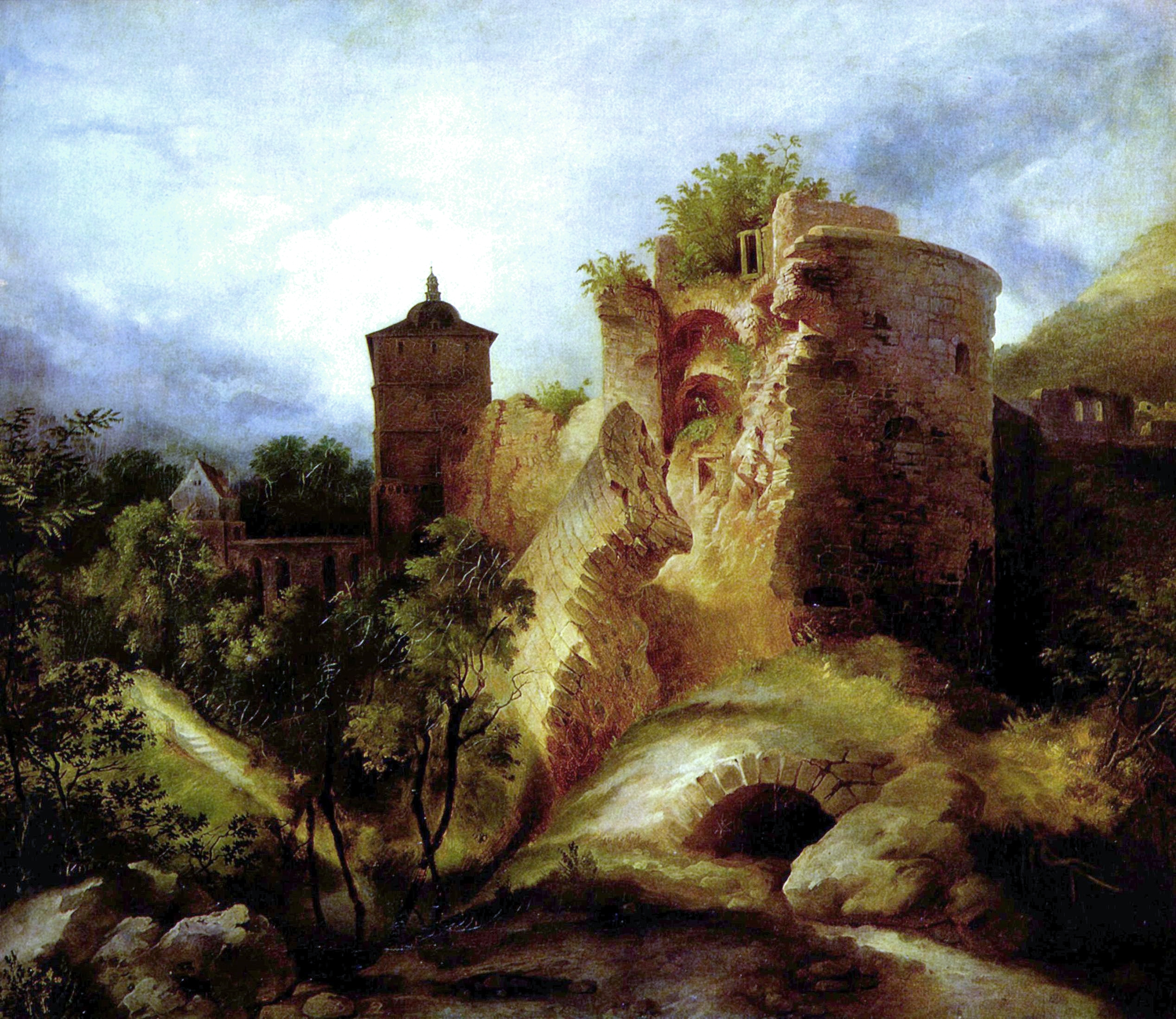
La torre en ruinas del castillo de Heidelberg, h. 1830).

Carl Eduard Ferdinand Blechen (* Cottbus, 29 de julio de 1798 – Berlín, 23 de julio de 1840), a veces escrito como Karl Blechen, fue un pintor alemán, especializado en paisajes fantásticos, a veces con demonios y figuras grotescas.

## Biografía
Nacido en Cottbus. Era hijo de un funcionario de Hacienda. Trabajó como empleado de banco en Berlín. Esta carrera como comerciante la dejó a los veinticuatro años de edad, entrando en 1822 a estudiar en la Academia de Bellas Artes (Akademie der Künste) de Berlín. 
Llamó la atención del destacado arquitecto Karl Friedrich Schinkel, quien le contrató como pintor decorador. Le recomendó para trabajar como decorador en el teatro de Berlín. Blechen sin embargo, buscaba una obra más elevada y comenzó a producir cuadros de paisajes. 
Durante un viaje a la Suiza sajona y Dresde conoció a Dahl, a quien sigue en su realismo y en la elaboración de pintura al aire libre; y, posiblemente, a Caspar David Friedrich, de quien tomará su concepción pictórica de la naturaleza. Estos dos pintores, que representan, respectivamente, el realismo y el romanticismo en la pintura alemana, influyeron en Blechen. Entre ambos extremos fluctuaría la obra de Blechen.
En 1827-1828 marchó a Italia, lo que fue decisivo para su estilo, ya que reforzó su tendencia a pintar del natural y se enriqueció con nuevos temas. El colorido se intensificó. En Italia realizó mucho esbozos al aire libre. El británico Turner y el francés Corot vivían por entonces en Italia, y se ha apuntado que también influyeron en la evolución de Blechen. Se observa en particular una evolución de su estilo parecido al de Corot.
En 1831 fue nombrado profesor de clase de paisaje en la Academia de Berlín. No consiguió éxito comercial ni tampoco reconocimiento oficial. Ya por entonces comenzó a padecer una enfermedad mental. Su depresión se intensificó a partir de 1835, llegando en 1839 a la locura extrema.

## Estilo
En vida, no se le reconoció la importancia que actualmente se le da. Está considerado uno de los pintores paisajistas más destacados de la pintura alemana inmediatamente posterior a Caspar David Friedrich. Su estilo nunca dejó de moverse entre el realismo y el romanticismo. Procuraba copiar del natural, al aire libre. Lo hacía mediante numerosos esbozos usando la acuarela o el lápiz, aunque también el óleo y la pluma. Se trataba de un gran dibujante y acuarelista. Pero tales observaciones del natural le servían para ejecutar sus lienzos de gran formato. En ellos presenta efectos particulares del paisaje, tanto cromáticos como visuales; y refleja un sentimiento exaltado típicamente romántico. Su pintura fue asumiendo un ambiente cada vez más sombrío. Los efectos de luz anticipan el impresionismo. Sus paisajes acaban siendo, a la vez, subjetivos y realistas, en la misma línea que seguiría posteriormente Menzel.

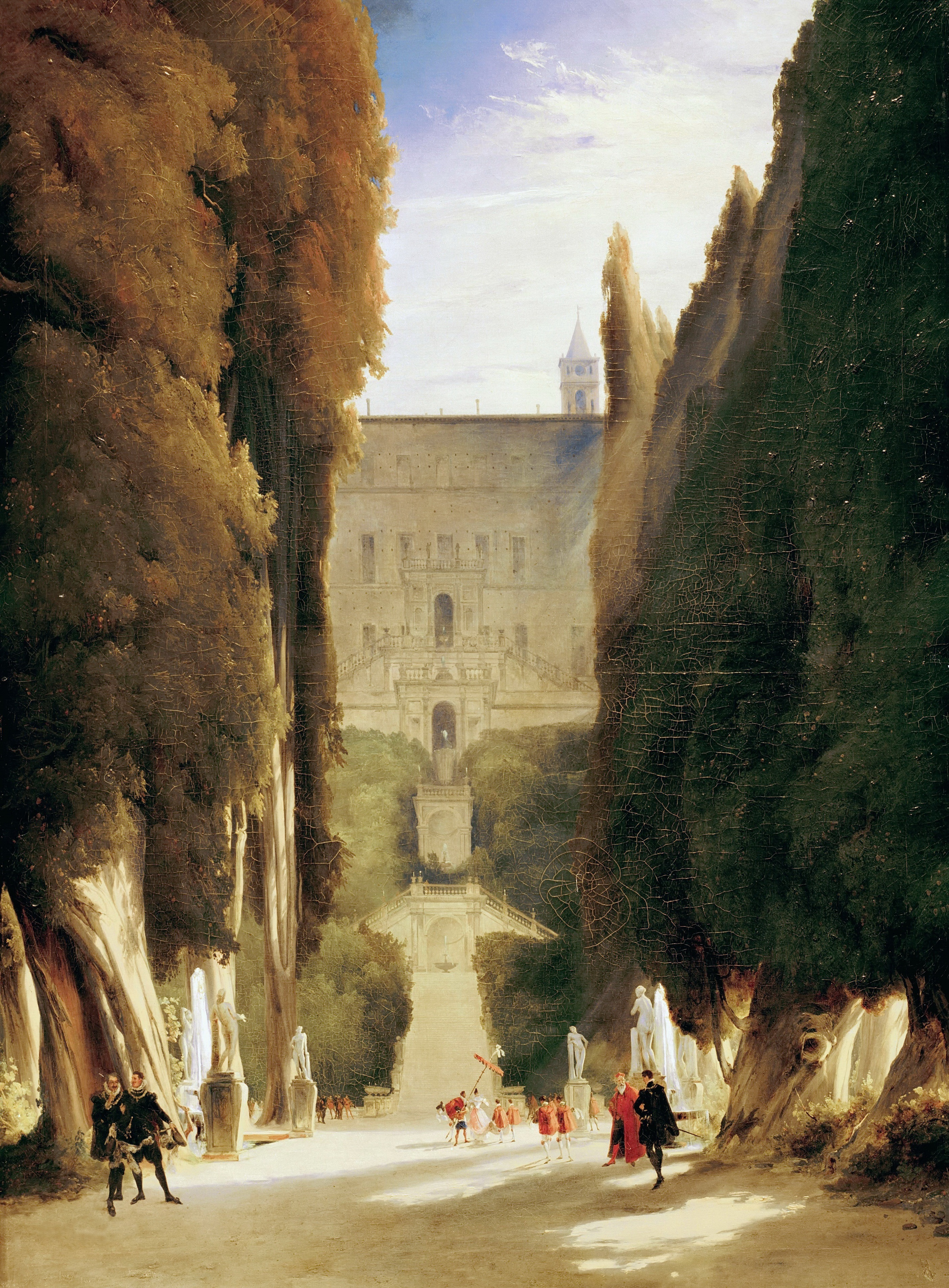
Im Park der Villa d'Este (En el parque de la Villa d'Este), 1830, óleo sobre lienzo, 126 × 93 cm, Antigua Galería Nacional de Berlín, Berlín.

## Obras
- Iglesia gótica en ruinas, 1826, Gemäldegalerie Alte Meister, Dresde
- En el parque de Terni, 1828-1829, Staatsgallerie, Stuttgart
- Monjes en el golfo de Nápoles, h. 1829
- La torre en ruinas del castillo de Heidelberg, h. 1830
- Gruta en la bahía de Nápoles, h. 1830, Museo Wallraf-Richartz, Colonia
- Parque de la Villa de Este (o de la Villa d'Este), h. 1830-1832, Berlín
- Construcción del puente del Diablo, h. 1830-1833. Está considerado uno de los primeros paisajes industriales
- Works Eberswall